# Robin van Persie
Robin van Persie (Rotterdam, 6. kolovoza 1983.) nizozemski je nogometni trener i bivši nogometaš. Trenutačno je trener Feyenoorda. Kao igrač igrao je na poziciji napadača. Njegov stil igranja i sposobnost se uspoređuju s nizozemskom legendom Marcom van Bastenom.

## Karijera

### Feyenoord
Kako su mu oba roditelja bili umjetnici (majka slikarica i dizajnerica, otac kipar), van Persie je potican da krene njihovim stopama, ali je preferirao nogomet te se 1998. pridružio omladinskoj školi kluba SBV Excelsior. Ipak, na nogometnu scenu probio se igranjem u matičnom klubu Feyenoordu, s kojim je 2002. osvojio Kup UEFA

### Arsenal
Nakon što se pridružio londonskom Arsenalu 2004. godine, Robin van Persie je postao kapetanom kluba dana 16. kolovoza 2011. godine.

### Manchester United
U kolovozu 2012. godine je objavljeno da je van Persie potpisao za Manchester United u transferu vrijednom 24 milijuna funti.

### Fenerbahçe
Dana 14. lipnja 2015. godine potpisuje ugovor s turskim velikanom Fenerbahçeom.

### Povratak u Feyenoord
19. siječnja 2018., Van Persie se vratio u klub u kojem je počeo svoje prve nogometne korake. U listopadu 2018. objavio je da će se umiroviti na kraju sezone. 12. svibnja 2019., Van Persie je odigrao posljednju utakmicu u karijeri.

## Vanjske poveznice
- Službena stranica (engl.)
- Profil na Transfermarktu
- Profil na Soccerwayu

### Ostali projekti
|  | Zajednički poslužitelj ima još gradiva o temi Robin van Persie |